# Naissance en 1918
Naissance
- 1914
- 1915
- 1916
- 1917
- 1918
- 1919
- 1920
- 1921
- 1922

Cette page dresse une liste de personnalités nées au cours de l'année 1918 présentée dans l'ordre chronologique.
La liste des personnes référencées dans Wikipédia est disponible dans la page de la Catégorie: Naissance en 1918.

## Janvier
- 1er janvier :
  - Claude de Romefort, imprimeur, éditeur, peintre et dessinateur français († 21 novembre 2010).
  - Sefanaia Sukanaivalu, soldat fidjien récipiendaire de la croix de Victoria († 23 juin 1944).
- 5 janvier : Marceau Constantin, peintre, dessinateur, illustrateur, céramiste et sculpteur français († 3 janvier 2017).
- 9 janvier : Arthur Chung, homme politique guyanien († 23 juin 2008).
- 10 janvier : Antoine Rodriguez, footballeur et coureur cycliste espagnol naturalisé français († 2 janvier 1967).
- 11 janvier : Robert C. O'Brien, romancier et journaliste américain († 5 mars 1973)
- 13 janvier :
  - Maurice Blondel, joueur et entraîneur de football français († 15 novembre 2006).
  - Stephen Dunne, acteur américain († 2 septembre 1977).
  - Raden Panji Muhammad Noer, homme politique indonésien († 16 avril 2010).
- 14 janvier : Jacob do Bandolim, musicien et compositeur brésilien († 13 août 1969).
- 15 janvier :
  - Stuart Burge, réalisateur, producteur et acteur britannique († 24 janvier 2002).
  - Édouard Gagnon, cardinal canadien, président émérite du conseil pontifical pour la famille († 25 août 2007).
  - Gamal Abdel Nasser, homme d'État égyptien († 28 septembre 1970).
- 16 janvier : 
  - John Falvey, homme politique fidjien († 1990).
  - Marcelo González Martín, cardinal espagnol, archevêque de Tolède († 25 août 2004).
- 17 janvier : Richard W. Reuter, homme politique et pacifiste américain († 7 janvier 2005).
- 18 janvier :
  - Richard LaSalle, compositeur américain († 5 avril 2015).
  - Marian Pachurka, footballeur français († 10 mars 2005).
  - Ricard Viladesau, musicien et compositeur espagnol († 26 janvier 2005).
- 19 janvier : Joseph Cordeiro, cardinal indien, archevêque de Karachi († 11 février 1994).
- 21 janvier : 
  - Vicente Sasot, joueur et entraîneur de football espagnol († 12 avril 1985).
  - Elisa Mújica, écrivaine colombienne († 27 mars 2003).
- 22 janvier :
  - Winrich Behr, officier allemand († 25 avril 2011).
  - Elmer Lach, joueur de hockey sur glace canadien († 4 avril 2015).
- 25 janvier :
  - King Donovan, acteur et réalisateur américain († 30 juin 1987).
  - Silvio Pedroni, coureur cycliste italien († 13 juin 2003).
- 26 janvier :
  - Nicolae Ceaușescu, homme d'État et dictateur roumain († 25 décembre 1989).
  - Jadwiga Dzido, résistante polonaise († 10 décembre 1985).
  - William Francis Mackey, professeur et linguiste canadien († 14 mars 2015).
  - Fernando Castro Pacheco,  peintre, lithographe, illustrateur et professeur mexicain († 8 août 2013).
  - Albert Sercu, coureur cycliste belge († 24 août 1978).
  - Eva Tichauer, réfugiée politique juive allemande, devenue française, puis dénaturalisée par le régime pétainiste († 15 décembre 2018).
- 27 janvier :
  - Elmore James, guitariste et chanteur de blues américain († 24 mai 1963).
  - Gabriel Paul, homme politique français († 20 décembre 2015).
- 28 janvier : Suzanne Flon, comédienne française († 15 juin 2005).
- 31 janvier : Ali Barraud N'Goni, médecin et homme politique de Haute-Volta († 11 octobre 2015).

## Février
- 2 février : Luis Nishizawa, peintre mexicain († 29 septembre 2014).
- 3 février :
  - Millie Bailey, ancienne combattante américaine de la Seconde Guerre mondiale († 1er mai 2022).
  - Joey Bishop, acteur et chanteur américain († 17 octobre 2007).
- 5 février :
  - André Dauthuille, peintre figuratif français († 7 mars 1999).
  - Vincenzo Fagiolo, cardinal italien († 22 septembre 2000).
  - Gara Garayev, compositeur soviétique et azerbaïdjanais († 13 mai 1982).
- 6 février :
  - Lothar-Günther Buchheim, romancier, peintre, photographe, éditeur, et auteur d’ouvrages d’art allemand († 22 février 2007).
  - Marcel Mouly, peintre et lithographe français († 7 janvier 2008).
- 8 février :
  - André Barreau, peintre, photographe et tapissier français († 8 août 1992).
  - Maurice Cosandey, ingénieur civil suisse († 4 décembre 2018).
  - Karel Velan, physicien, ingénieur et homme d'affaires québécois († 29 septembre 2017).
- 9 février : Ivo Radovniković, joueur et entraîneur de football serbe puis yougoslave († 27 octobre 1977).
- 11 février : Blaine Gibson, animateur et sculpteur américain qui a travaillé pour le compte des studios Disney († 5 juillet 2015).
- 17 février : Volodymyr Chtcherbytskiï, homme d'État soviétique († 16 février 1990).
- 18 février : Ange Le Strat, coureur cycliste français († 8 décembre 1999).
- 19 février :
  - Walter Biemel, philosophe allemand d’origine roumaine († 6 mars 2015).
  - Jorge Manuel Dengo, ingénieur civil costaricien († 23 janvier 2012).
  - Roger Toulouse, peintre, sculpteur, poète et illustrateur français († 11 septembre 1994).
- 21 février : Louis Dugauguez, joueur et entraîneur de football français († 22 septembre 1991).
- 22 février : 
  - Sidney Abel, joueur de hockey sur glace canadien († 8 février 2000).
  - Robert Wadlow, homme le plus grand ayant existé († 15 juillet 1940).
- 23 février : Luis Cazorro, joueur et entraîneur de football français d'origine espagnole († 2 juin 2009).
- 24 février : Louisa Colpeyn, actrice belge, mère de l'écrivain Patrick Modiano († 26 janvier 2015).
- 25 février : Jean Degottex, peintre français († 9 décembre 1988).
- 26 février : Piotr Macherov, homme politique soviétique († 4 octobre 1980).
- 27 février : Marcel Bourbonnais, homme politique fédéral provenant du Québec († 14 octobre 1996).
- 28 février : Juan Belmonte Campoy, matador espagnol († 20 juillet 1975).

## Mars
- 1er mars : Roger Delgado, acteur anglais († 18 juin 1973).
- 3 mars : San Yu, homme d'État et président de la Birmanie († 30 janvier 1996).
- 5 mars :
  - Milton Schmidt, joueur puis entraîneur de hockey sur glace canadien († 4 janvier 2017).
  - James Tobin, économiste américain († 11 mars 2002).
- 6 mars : James Edwards, acteur américain († 4 janvier 1970).
- 8 mars : Mendel L. Peterson, officier de marine et archéologue américain († 30 juillet 2003).
- 9 mars : François Maurin, militaire français († 21 janvier 2018).
- 13 mars : Louis Dauge, diplomate français († 3 janvier 2016).
- 16 mars : Evert Musch, peintre néerlandais († 5 décembre 2007).
- 18 mars :
  - Georges Bellec, chanteur et peintre français († 13 décembre 2012).
  - François Dalle, chef d'entreprise français († 9 août 2005).
- 20 mars :
  - Jack Barry, producteur et acteur américain († 4 mai 1984).
  - Maire MacDonagh, dirigeante syndicale irlandaise († 3 juin 1997).
  - Bernd Alois Zimmermann, compositeur allemand († 10 août 1970).
- 22 mars :
  - Fred Crane, acteur et animateur de radio américain († 21 août 2008).
  - Edward Van Dyck, coureur cycliste belge († 22 avril 1977).
- 23 mars :
  - Émile Derlin Zinsou, homme d'État béninois († 28 juillet 2016).
  - Pierre Sainderichin, journaliste français († 14 avril 2012).
  - Matilde Salvador, compositrice espagnole († 5 octobre 2007).
- 25 mars : Jackie Condon, acteur américain († 13 octobre 1977).
- 26 mars : Ivo Silveira, homme politique brésilien († 2 août 2007).

## Avril

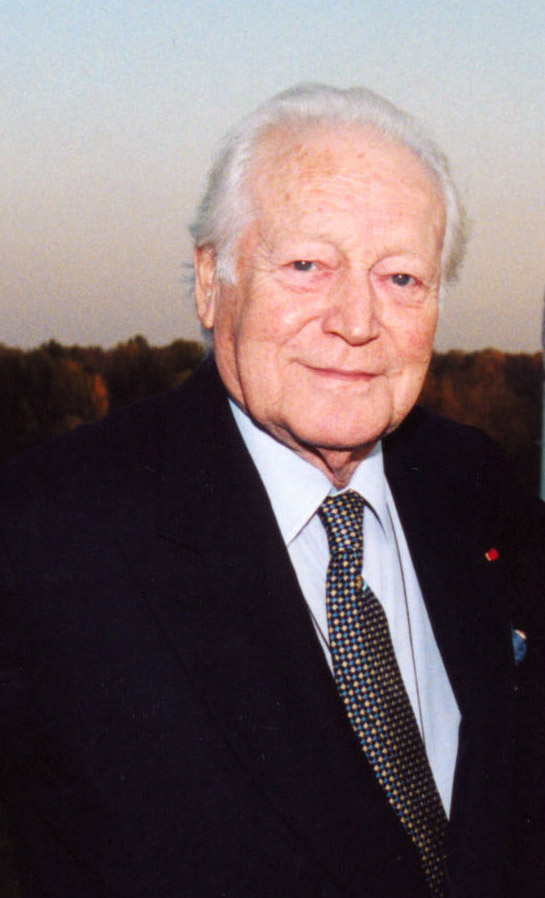
Maurice Druon, Prix Goncourt 1948

- 2 avril : J.T. Brown, saxophoniste ténor de blues et de rhythm and blues américain († 24 novembre 1969).
- 6 avril : Big Walter Horton, chanteur, harmoniciste de blues américain († 8 décembre 1981).
- 7 avril :
  - Bobby Doerr, joueur américain de baseball († 13 novembre 2017).
  - Ronald Howard, acteur anglais († 19 décembre 1996).
- 11 avril :
  - Max Savy, peintre et illustrateur français († 30 octobre 2010).
  - Jean-Claude Servan-Schreiber, homme de presse, homme politique et administrateur de société français († 11 avril 2018).
- 14 avril :
  - Cornell Capa, photographe américain d'origine hongroise († 23 mai 2008).
  - Mary Healy, actrice et chanteuse américaine († 3 février 2015).
- 17 avril :
  - Luciano Bolis, homme politique italien († 20 février 1993).
  - William Holden, acteur américain († 12 novembre 1981).
  - Carol Rama, peintre italienne († 25 septembre 2015).
  - Frank Popper, théoricien franco-britannique († 12 juillet 2020)
- 18 avril : André Bazin, critique et théoricien de cinéma français († 11 novembre 1958).
- 19 avril :
  - François Baron-Renouard, peintre français de l'École de Paris († 1er août 2009).
  - Louis de Sainte de Maréville, footballeur français († 1er juillet 1982).
  - Shinobu Hashimoto, scénariste et réalisateur japonais († 19 juillet 2018).
- 20 avril : Guy Bigot, peintre français († 5 mai 1998).
- 21 avril : Francis James, journaliste, militaire et homme politique australien († 24 août 1992).
- 23 avril :
  - Maurice Druon, crivain, historien et homme politique français († 14 avril 2009).
  - Vytautas Kasiulis, peintre figuratif lituanien de l'École de Paris († 12 mars 1995).
- 24 avril :
  - Robert Escarpit, universitaire, écrivain et journaliste français († 19 novembre 2000).
  - Katharina Katzenmaier, religieuse allemande († 5 août 2000).
- 25 avril : Alain Savary, homme politique français († 17 février 1988).
- 27 avril : Jean-Claude Janet, peintre figuratif français († 28 août 2008).

## Mai
- 2 mai : Raymond Glorie, sculpteur, médailleur et plasticien belge († 10 juillet 2015).
- 4 mai : Ana Enriqueta Terán, poétesse vénézuélienne († 18 décembre 2017).
- 7 mai : Roger Montandon, peintre et metteur en scène suisse († 8 août 2005).
- 8 mai :
  - Nikolai Baskakov, peintre soviétique puis russe († 14 octobre 1993).
  - Alix d'Unienville, résistante française durant la Seconde Guerre mondiale († 10 novembre 2015).
- 10 mai :
  - Thomas Berry Brazelton, pédiatre américain († 13 mars 2018).
  - Adrien Degbey, homme politique béninois († 14 avril 1971).
  - Peter Poreku Dery, cardinal ghanéen, archevêque émérite de Tamale († 6 mars 2008).
- 11 mai : Richard Feynman, physicien américain († 15 février 1988).
- 12 mai :
  - Oscar Beregi, Jr., acteur américain d'origine hongroise († 1er novembre 1976).
  - Julius Rosenberg, espion américain († 19 juin 1953).
- 13 mai : Alicja Iwańska, sociologue, universitaire et écrivaine polonaise († 26 septembre 1996).
- 14 mai : Paul El Hadidji, footballeur français († 14 décembre 2007).
- 15 mai : Kim Du-han, chef de gangsters et homme politique sud-coréen († 12 novembre 1972).
- 16 mai :
  - Hatem El Mekki, peintre tunisien († 23 septembre 2003).
  - André Even, peintre français († 14 mars 1997).
- 17 mai : Jean-Guy Sylvestre, critique littéraire, bibliothécaire et fonctionnaire québécois († 17 mai 2010).
- 23 mai : Robert Blackwell, compositeur, arrangeur et producteur de disques américain († 9 mars 1985).
- 25 mai : Henry Calvin, acteur comique américain († 6 octobre 1975).
- 26 mai :
  - Dario Cecchi, costumier, décorateur, peintre et écrivain italien († 16 septembre 1992).
  - Prosper Depredomme, coureur cycliste belge († 8 novembre 1997).
  - Karel Thijs, coureur cycliste belge († 5 mars 1990).
- 27 mai : Yasuhiro Nakasone, homme d'État japonais († 29 novembre 2019).
- 28 mai : Johnny Wayne, scénariste, acteur et compositeur († 18 juillet 1990).
- 30 mai : Martin Lundstrom, fondeur suédois († 30 juin 2016).
- 31 mai : 
  - Jean Thouvenot, professeur et journaliste français († 10 juin 2010).
  - Kendall Carly Browne, actrice américaine († 26 janvier 2018).

## Juin
- 3 juin :
  - Patrick Cargill, acteur anglais († 23 mai 1996).
  - Seund Ja Rhee, peintre, graveuse et céramiste coréenne († 8 mars 2009).
- 4 juin : José Llopis Corona, footballeur espagnol († 29 janvier 2011).
- 6 juin : Richard Crane, acteur américain († 9 mars 1969).
- 7 juin : Jacques Richez, graphiste belge et français († 20 octobre 1994).
- 9 juin : Jean Délémontez, concepteur français d'avions légers († 7 juillet 2015).
- 10 juin : 
  - Barry Morse, acteur, réalisateur et scénariste canadien d'origine britannique († 2 février 2008).
  - Patachou, chanteuse française († 30 avril 2015).
- 15 juin :
  - Richard Derr, acteur américain († 8 mai 1992).
  - Zhang Ruifang, actrice chinoise († 28 juin 2012).
- 17 juin :
  - Gene Allen, directeur artistique américain († 7 octobre 2015).
  - Bernard Marie, arbitre de rugby et homme politique français († 10 février 2015).
  - Louis Nallard, peintre non figuratif français de la nouvelle École de Paris († 15 octobre 2016).
- 19 juin : Gunnel Vallquist, écrivaine suédoise, membre de l'Académie suédoise († 11 janvier 2016).
- 20 juin : Héctor Poleo, peintre vénézuélien († 26 mai 1989).
- 21 juin : Adriana Sivieri, actrice italienne († 17 novembre 1970).
- 22 juin : Cicely Saunders, médecin et écrivain britannique († 14 juillet 2005).
- 23 juin : Madeleine Parent, syndicaliste et féministe québécoise († 12 mars 2012).
- 24 juin :
  - Vincent De Paul Ahanda, homme d'État camerounais († 12 septembre 1975).
  - Peter Shaw, acteur et producteur britannique († 29 janvier 2003).
- 26 juin : Felicity Lane-Fox, pair et femme politique britannique († 17 avril 1988).
- 27 juin : Adolph Kiefer, nageur américain († 5 mai 2017).
- 28 juin : André Bourin, critique littéraire, producteur, et écrivain français († 18 avril 2016).
- 29 juin : Mary Ann Lippitt, pilote, femme d'affaires et philanthrope américaine († 18 juin 2006).

## Juillet
- 2 juillet : Franck Bauer, animateur de radio, musicien de jazz, haut fonctionnaire et universitaire français († 6 janvier 2018).
- 3 juillet :
  - Archie Harris, athlète américain († 1965).
  - Willy Suter, peintre suisse († 19 mars 2002).
- 4 juillet : 
  - Taufaʻahau Tupou IV, roi de Tonga († 10 septembre 2006).
  - Alec Bedser, joueur de cricket anglais († 4 avril 2010).
  - Norman Tanzman, politicien américain († 6 juin 2004).
- 5 juillet : René Lecavalier, journaliste et animateur de radio canadien († 6 septembre 1999).
- 6 juillet : 
  - Eugène Philipps, sociolinguiste alsacien († 26 juillet 2010).
  - Sebastian Cabot, acteur britannique († 22 août 1977).
- 7 juillet : François Bret, peintre français († 10 octobre 2004).
- 12 juillet : Roger Couderc, journaliste sportif français, spécialiste du rugby à XV († 25 février 1984).
- 13 juillet : Ahmed Bouchaïb, homme politique algérien († 22 janvier 2012).
- 14 juillet :
  - Ingmar Bergman, scénariste et réalisateur suédois († 30 juillet 2007).Ingmar Bergman

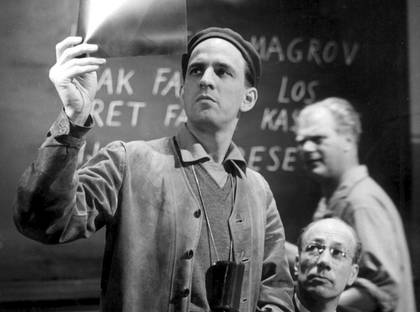
Ingmar Bergman

  - Jay Wright Forrester, pionnier américain en informatique et théoricien des systèmes († 16 novembre 2016).
  - France Hamelin, résistante, militante communiste, enseignante et peintre française († 9 mars 2007).
- 15 juillet : Paddy Bassett, agronome néo-zélandaise († 20 juillet 2019).
- 16 juillet : George Mueller, ingénieur américain († 12 octobre 2015).
- 18 juillet : 
  - Nelson Mandela, président de l'Afrique du Sud († 5 décembre 2013).
  - Pierre Sabbagh, journaliste, réalisateur, producteur et animateur de télévision français († 30 septembre 1994).
  - Paulette Jacquier, résistante française († 1975).
- 19 juillet : Yves Jullian, ingénieur, officier des Forces françaises libres, compagnon de la Libération, géologue († 21 septembre 1983).
- 21 juillet : Antonio Bueno, peintre italien d'origine espagnole († 26 septembre 1984).
- 22 juillet : Pierre Théron, peintre, sculpteur, mosaïste, fresquiste et auteur de cartons de tapisseries d'Aubusson français († 22 décembre 2001).
- 24 juillet : Antonio Candido, essayiste et critique littéraire brésilien († 12 mai 2017).
- 25 juillet : 
  - Jane Frank, peintre américaine († 31 mai 1986).
  - Bertram Brockhouse, physicien canadien († 13 octobre 2003).
- 26 juillet : Suzanne Millerioux, peintre française († 24 janvier 2009).
- 28 juillet :
  - Sherry Britton, danseuse, actrice et productrice de télévision américaine († 1er avril 2008).
  - Penaia Ganilau, grand chef autochtone, militaire et homme d'État fidjien († 15 décembre 1993).
  - Alexandr Skocen, footballeur polonais naturalisé canadien († 1er septembre 2003).
- 31 juillet :
  - Paul D. Boyer, biochimiste américain († 2 juin 2018).
  - Hank Jones, pianiste de jazz américain († 16 mai 2010).

## Août

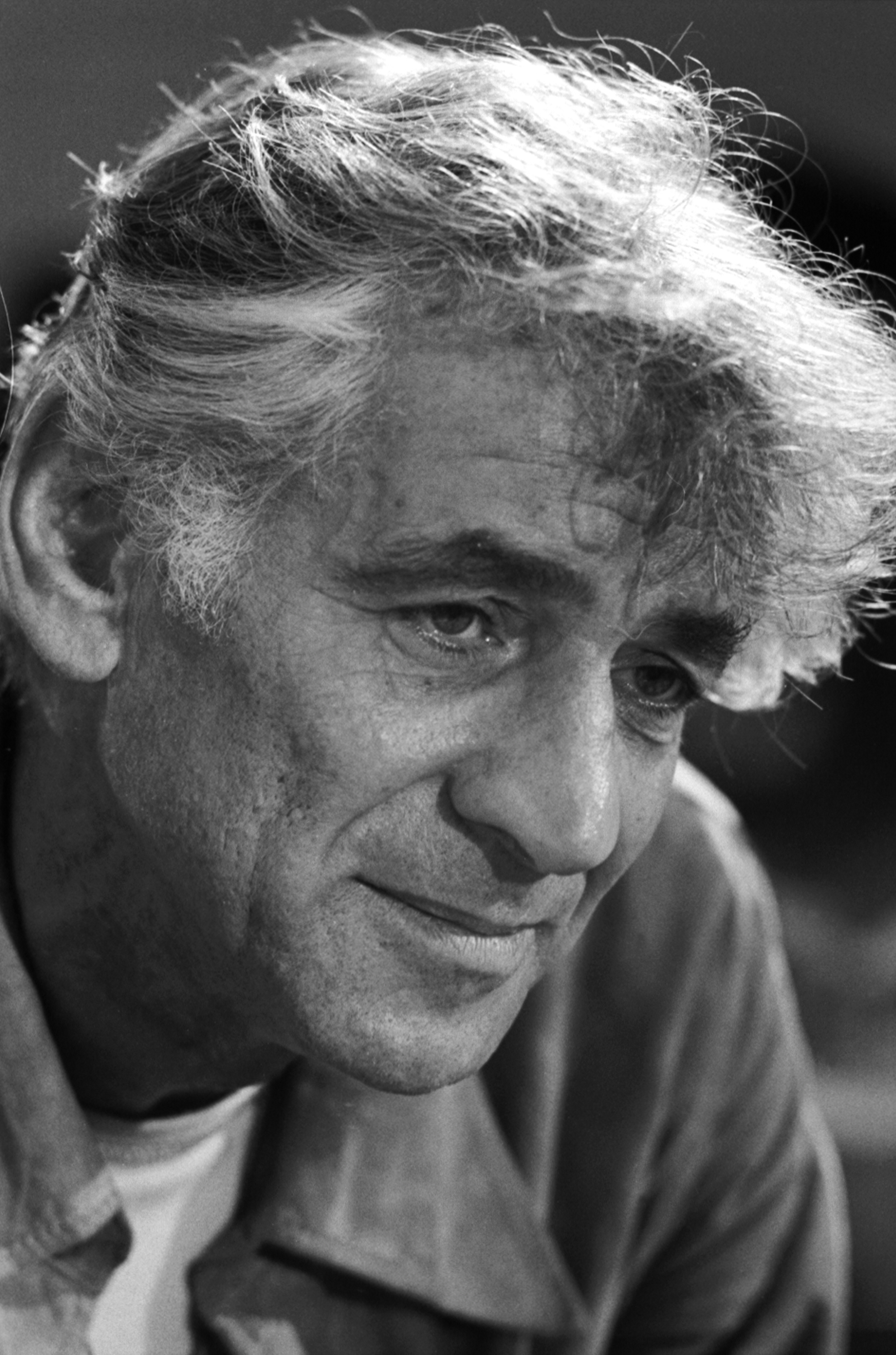
Léonard Bernstein

- 1er août : Maurice Rocher, peintre expressionniste français († 12 juillet 1995).
- 3 août : Cheng Kaijia, physicien nucléaire chinois († 17 novembre 2018).
- 4 août : Claus Holm, acteur allemand († 21 septembre 1996).
- 5 août : Tom Drake, acteur américain († 11 août 1982).
- 6 août :
  - Jacques Berland, peintre français († 28 octobre 1999).
  - Charles Gillispie, historien des sciences américain, professeur émérite à l'université de Princeton († 6 octobre 2015).
- 8 août : André Riou, joueur et entraîneur de football français († 11 octobre 2005).
- 9 août : Irwin Hasen, auteur de bande dessinée américain († 10 avril 2015).
- 10 août :
  - Martin Benson, acteur britannique († 28 février 2010).
  - Arnett Cobb, saxophoniste ténor de jazz américain († 24 mars 1989).
- 13 août : Tao Porchon-Lynch, yogi, actrice, danseuse, mannequin, œnophile et femme de lettres franco-anglo-indo-américaine († 21 février 2020).
- 17 août :
  - Puren, fils de Zaifeng, prince chinois († 10 mars 2015).
  - Ike Quebec, saxophoniste de jazz américain († 16 janvier 1963).
- 18 août :
  - Robert Aldrich, producteur et réalisateur américain († 5 décembre 1983).
  - Alexandre Chélépine, homme politique soviétique puis russe († 24 octobre 1994).
- 19 août : Julijan Knežević, orthodoxe higoumène († 16 juillet 2001).
- 20 août :
  - Akira Tanaka, peintre figuratif japonais († 10 juin 1982).
  - Sarbini Sumawinata, économiste indonésien († 13 mars 2007).
- 21 août : Miriam Pirazzini, chanteuse lyrique italienne, mezzo-soprano († 25 décembre 2016).
- 22 août : Martin Pope, chimiste américain († 28 mars 2022).
- 24 août : Avery Dulles, cardinal américain, professeur émérite († 12 décembre 2008).
- 25 août :
  - Leonard Bernstein, compositeur, pianiste et chef d'orchestre américain († 14 octobre 1990).
  - Richard Greene, acteur britannique († 1er juin 1985).
- 26 août :
  - Ripsimé Djanpoladian, archéologue et épigraphiste arménienne († 25 août 2004).
  - Hutton Gibson, écrivain américain († 11 mai 2020).
  - Katherine Johnson, mathématicienne et ingénieure spatiale américaine († 24 février 2020).
- 27 août : Chang Chun-ha, homme politique et journaliste sud-coréen († 17 août 1975).

## Septembre
- 1er septembre :
  - Genrikh Oganessian, réalisateur et scénariste arménien († 2 décembre 1964).
  - Harold Searles, psychanalyste américain († 18 novembre 2015).
- 2 septembre : Martha Mitchell, femme politique américaine († 31 mai 1976).
- 3 septembre : Helen Wagner, actrice américaine († 1er mai 2010).
- 6 septembre : Ludwig Hörmann, coureur cycliste allemand († 11 novembre 2001).
- 9 septembre :
  - Guy de Montlaur, peintre français († 10 août 1977).
  - Antoni Montserrat, footballeur espagnol († 15 novembre 1988).
- 4 septembre : Archie Edwards, guitariste, chanteur et compositeur de blues américain († 18 juin 1998).
- 13 septembre : Dick Haymes, chanteur et acteur américano-argentin († 28 mars 1980).
- 14 septembre :
  - Bill Edwards, acteur, peintre et illustrateur américain († 21 décembre 1999).
  - Israel "Cachao" López, bassiste et compositeur cubain, considéré comme l' « inventeur » du mambo († 22 mars 2008).
- 15 septembre : Margot Loyola, chanteuse et compositrice chilienne († 3 août 2015).
- 16 septembre : 
  - Mervyn Pike, femme politique britannique († 11 janvier 2004).
  - Herbert Ruff, compositeur, chef d'orchestre et pianiste polonais († 19 mai 1985).
  - Branka Veselinović, actrice serbe († 8 février 2023).
- 19 septembre : Joan Babot, footballeur espagnol  († 16 mars 1997).
- 20 septembre :
  - Pino Camilleri, homme politique italien († 28 juin 1946).
  - Aldo Ronconi, coureur cycliste italien († 12 juin 2012).
- 21 septembre : Rand Brooks, acteur américain († 1er septembre 2003).
- 22 septembre :
  - Charles Duncan Michener, entomologiste américain († 1er novembre 2015).
  - Henryk Szeryng, violoniste mexicain d'origine polonaise († 8 mars 1988).
- 23 septembre : Salvatore Pappalardo, cardinal italien, archevêque de Palerme († 10 décembre 2006).
- 24 septembre :
  - Émerante de Pradines Morse, danseuse, chorégraphe, chanteuse, actrice et folkloriste haïtienne († 4 janvier 2018).
  - Shraga Weil, peintre et graveur israélien († 20 février 2009).
- 26 septembre : Guy Montis, peintre français († 3 juillet 1976).
- 30 septembre : 
  - Giovanni Canestri, cardinal italien, archevêque émérite de Gênes († 29 avril 2015).
  - Jean-Marie Prévost, footballeur français († 20 mars 1997).
  - René Rémond, historien, politologue et académicien français († 14 avril 2007).

## Octobre
- 2 octobre : Francisco Llácer Pla, compositeur et chef de chœur espagnol († 14 avril 2002).
- 4 octobre : Giovanni Cheli, cardinal italien († 8 février 2013).
- 8 octobre : Jens Christian Skou, médecin et biophysicien danois († 28 mai 2018).
- 9 octobre : Edgard Pisani, homme politique français († 20 juin 2016).
- 10 octobre : Axel Herbst, diplomate allemand († 3 avril 2016).
- 12 octobre : Ricardo Rodríguez Álvarez, footballeur espagnol († 8 mai 1980).
- 13 octobre :
  - Étienne Bierry, acteur et metteur en scène de théâtre français († 4 juillet 2015).
  - Hélène Mouriquand, peintre française († 15 juin 2018).
  - Yvette Thuot, actrice canadienne († 5 décembre 2021).
- 14 octobre : Thelma Coyne Long, joueuse de tennis australienne († 13 avril 2015).
- 16 octobre :
  - Géori Boué, soprano française († 5 janvier 2017).
  - Henri Vernes, romancier belge († 25 juillet 2021).
- 18 octobre : Konstantínos Mitsotákis, homme d'État grec († 29 mai 2017).
- 20 octobre :
  - Werner Maihofer, juriste, philosophe et homme politique allemand († 6 octobre 2009).
  - Mario Maskareli, peintre et graveur serbe puis yougoslave († 26 août 1996).
- 21 octobre : Éliane Victor, journaliste française († 7 mars 2017).
- 22 octobre :
  - Antonio Bevilacqua, coureur cycliste italien († 29 mars 1972).
  - James-Jacques Brown, peintre et sculpteur français († 21 décembre 1991).
  - René de Obaldia, dramaturge, romancier et poète français († 27 janvier 2022).
- 23 octobre : James Daly, acteur américain († 3 juillet 1978).
- 24 octobre : Rafael Iriondo, footballeur espagnol († 24 février 2016).
- 25 octobre : Milton Selzer, acteur américain († 21 octobre 2006).
- 26 octobre : Shizuka Murayama, peintre franco-japonais de Yō-ga († 22 octobre 2013).
- 28 octobre : René Latourelle, prêtre Jésuite et professeur canadien († 16 novembre 2017).
- 29 octobre : Baby Peggy, actrice américaine († 24 février 2020).

## Novembre
- 1er novembre :
  - Frédérick Leboyer, gynécologue et obstétricien français († 25 mai 2017).
  - Bernard Schorderet, peintre suisse († 8 juillet 2011).
- 2 novembre : Alexander Vraciu, pilote de chasse, as de l’United States Navy durant la Seconde Guerre mondiale († 29 janvier 2015).
- 3 novembre : Prân Nath, chanteur indien de musique classique et professeur de râga de la gharânâ († 13 juin 1996).
- 4 novembre : Art Carney, acteur et producteur américain († 9 novembre 2003).
- 5 novembre :
  - Sam Ringer, peintre français d'origine polonaise, rattaché à l'École de Paris († 8 octobre 1986).
  - Alan Tilvern, acteur et scénariste britannique († 17 décembre 2003).
- 7 novembre : Billy Graham, pasteur et prédicateur chrétien évangélique baptiste américain († 21 février 2018).
- 8 novembre : Hermann Zapf, créateur de caractères typographiques allemand († 4 juin 2015).
- 10 novembre : Pierre Lanvers, militaire et entrepreneur français († 8 septembre 2017).
- 13 novembre :
  - Emili Salut Payà, compositeur et trompettiste espagnol († 16 mai 1982).
  - José Valle, joueur et entraîneur de football espagnol († 31 décembre 2005).
- 15 novembre : Victor Mukete, homme politique camerounais († 10 avril 2021).
- 17 novembre : 
  - Prosper Boulanger, homme d'affaires et homme politique fédéral provenant du Québec († 5 décembre 2002).
  - Ángeles Flórez Peón, infirmière, femme politique et écrivaine, dernière milicienne survivante de la guerre d'Espagne († 23 mai 2024).
- 23 novembre : Birte Høeg Brask, spécialiste danoise de l'autisme († 1er janvier 1997).
- 25 novembre : Frane Matošić, joueur et entraîneur de football yougoslave puis croate († 29 octobre 2007).
- 26 novembre :
  - Patricio Aylwin, avocat et homme politique chilien († 19 avril 2016).
  - Leopold Kozłowski-Kleinman, pianiste, compositeur, chef d'orchestre polonais († 12 mars 2019).
  - Huber Matos, révolutionnaire, homme politique et militaire cubain († 27 février 2014).
- 27 novembre :
  - Stephen Elliott, acteur américain († 21 mai 2005).
  - Jean Urkia, évêque catholique français († 21 décembre 2011).
- 30 novembre : Efrem Zimbalist II, acteur américain († 2 mai 2014).

## Décembre
- 1er décembre :
  - Anne Briscoe, biochimiste américaine († 16 avril 2014).
  - Albert Goutal, coureur cycliste français († 2 mai 2009).
- 2 décembre : Milton Delugg, compositeur et acteur américain († 6 avril 2015).
- 3 décembre : Abdul Haris Nasution, militaire indonésien († 3 septembre 2000).
- 6 décembre : Granville Leveson-Gower, 5e comte Granville, pair britannique († 31 octobre 1996).
- 7 décembre :
  - Carla Capponi, résistante et femme politique italienne († 24 novembre 2000).
  - Jórunn Viðar, compositrice et pianiste islandaise († 27 février 2017).
  - Liu Yichang, écrivain chinois hongkongais († 8 juin 2018).
- 9 décembre : 
  - Louis Amalvy, peintre et illustrateur français († 29 mars 2003).
  - Alphonse Adam, résistant et fonctionnaire français († 15 juillet 1943).
- 11 décembre : Alexandre Soljénitsyne, écrivain russe († 3 août 2008).
- 12 décembre : Joe Williams, chanteur de jazz américain († 29 mars 1999).
- 14 décembre :
  - Radu Beligan, acteur, réalisateur et essayiste roumain († 20 juillet 2016).
  - Noureddine Khayachi, peintre tunisien († 4 mai 1987).
- 15 décembre :
  - Jeff Chandler, acteur américain († 17 juin 1961).
  - Chihiro Iwasaki, peintre et illustratrice japonaise († 8 août 1974).
  - Germaine Poliakov, enseignante de musique française, survivante de la Shoah († 19 février 2020)
- 18 décembre :
  - Pierre Desgraupes, journaliste et homme de télévision français († 17 août 1993).
  - Kali, peintre polonaise naturalisée américaine († 20 juin 1998).
- 19 décembre : 
  - Salma Ismail, médecin malaisienne († 20 juillet 2014).
  - Professor Longhair, pianiste de blues américain († 30 janvier 1980).
- 20 décembre : 
  - Achiel Buysse, coureur cycliste belge († 23 juillet 1984).
  - Jean Marchand, syndicaliste  et politicien († 28 août 1988).
- 23 décembre : Helmut Schmidt, homme politique allemand, Chancelier fédéral d'Allemagne de 1974 à 1982 († 10 novembre 2015).
- 25 décembre : Anouar el-Sadate, président de l'Égypte de 1970 à son assassinat en 1981 († 6 octobre 1981).
- 31 décembre : Virginia Davis, actrice américaine (± 15 août 2009).

## Date précise inconnue
- Jo Jo Adams, chanteur de rhythm and blues américain († 27 février 1988).
- Gaston Bogaert, peintre et écrivain franco-belge († 2008).
- Abraham Léon, intellectuel et militant trotskiste belge († 7 octobre 1944).
- Emanuel Proweller, peintre français d'origine polonaise (° 1981).
- Abdou Serpos Tidjani, archiviste, historien, ethnologue, homme politique et syndicaliste béninois († 18 août 1981).
- Zheng Pingru, espionne chinoise durant la seconde guerre sino-japonaise († février 1940).